# Benjakitti Park
Der Benjakitti Park (thailändisch สวนเบญจกิติ, RTGS: Benchakitti) ist ein Stadtpark im Bezirk Khlong Toei im Zentrum der thailändischen Hauptstadt Bangkok. Der rechteckige Park hat eine Größe von 208.000 Quadratmetern und liegt nördlich des Königin-Sirikit-Kongresszentrums in der Nähe der Metro-Stationen Sukhumvit und Asok BTS Station.

## Geschichte

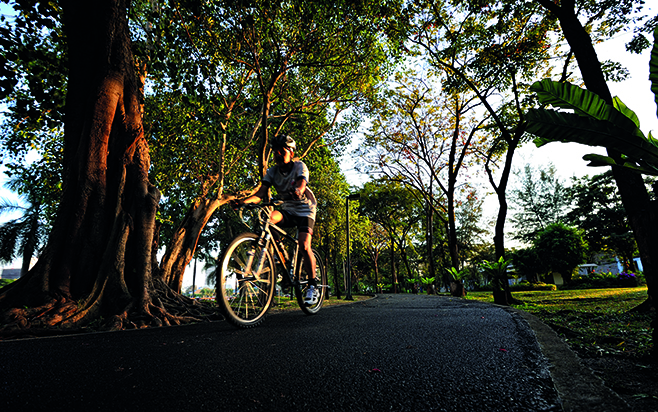
Radweg

1991 genehmigte die Thailand Tobacco Monopoly (TTM) die Umwidmung ihres Fabrikgeländes zu einem Park.
Der Stadtpark wurde aus einer 200 × 800 Meter großen Teichfläche entwickelt, die dem Thailand Tobacco Monopoly (TTM) gehörte und durch Grabungen kultiviert wurde. Der Park war Teil einer Ausgleichsfläche auf Grundlage eines Beschlusses der Regierung unter Anand Panyarachun.
Neben dem Teich Ratchada befindet sich die Skulptur „Pathumthani“.
Die Anlage wurde offiziell am 9. Dezember 2004 zu Ehren des 72. Geburtstags von Königin Sirikit eröffnet. Diese benannte ihn auf der Eröffnungszeremonie „Benjakitti“. Zuvor wurde der Park vom 1. bis 9. Dezember 2004 für Theateraufführungen und eine spektakuläre Technik zum Gedenken an Seine Majestät den König „The Phra Mahathat The Phenomenal Life Show“ genutzt. Die Aufführung fand auf einer kreisförmigen Bühne in der Mitte des Teiches statt, die mit über 100 Meter Durchmesser die größte Wasserbühne des Landes ist.
2006 gab das Tobacco Monopoly ein westlich angrenzendes, 97.600 m² großes Areal frei, um darauf einen Waldpark zu errichten, dem ersten seiner Art in Bangkok.

## Gliederung
Der Park ist zweigeteilt in eine östliche Wasser- und eine westliche Waldzone. Entlang der Uferpromenade des Sees, der mehrere Wasserfontänen hat, verläuft ein zweigeteilter, 1,8 Kilometer langer Rundweg für Fußgänger und Jogger. Außerhalb davon verläuft ein separater Radweg. Für die Nutzung im Park können Fahrräder sowie Tretboote, Ruderboote und Kanus gemietet werden.